# Bothus podas
Bothus podas är en fiskart som först beskrevs av François-Étienne de La Roche, 1809.  Bothus podas ingår i släktet Bothus och familjen tungevarsfiskar. Inga underarter finns listade. Artepitetet i det vetenskapliga namnet är det gammalgrekiska ordet podas (fot). Det syftar antagligen på kroppsformen.
Arten når en längd av upp till 40 cm och i Medelhavet blir den sällan längre än 20 cm. Kroppen är avplattad och oval med ögonen på vänstra sidan. Honor har en mer cirkelformig kropp. Den bröstfena som ligger på undersidan är mindre än den andra. I munnen finns 2 till 3 rader med små tänder. Den synliga kroppssidans färg är beronde på revirets utseende. Den kan ha flera mörka och ljusa fläckar. Ögonen ligger på stavliknande utskott. Ryggfenan har 85 till 95 mjukstrålar och vid analfenan finns 63 till 73 mjukstrålar. Den maximala vikten är 700 g.
Denna fisk lever i Medelhavet och i östra Atlanten nära kusterna. Den finns i Atlanten från norra Portugal till Angola samt till Kanarieöarna och Azorerna. Bothus podas vistas i områden som ligger 15 till 100 meter under havsytan. Grunden utgörs av sand, grus och klippor. Denna fisk har andra fiskar och ryggradslösa djur som föda. Den fortplantar sig mellan maj och augusti.
Honor lägger mellan maj och augusti tusentals ägg. När ungen är 5 cm lång vandrar ett öga till andra kroppssidan öch simblåsan försvinner. Arten skulle behöva 4,5 till 14 år för att dubbla populationen. Exemplaren kan leva 6 år.
Exemplaren hamnar ofta som bifångst i fiskenät. Hela populationen anses vara stabil. IUCN listar arten som livskraftig (LC).